# 1726

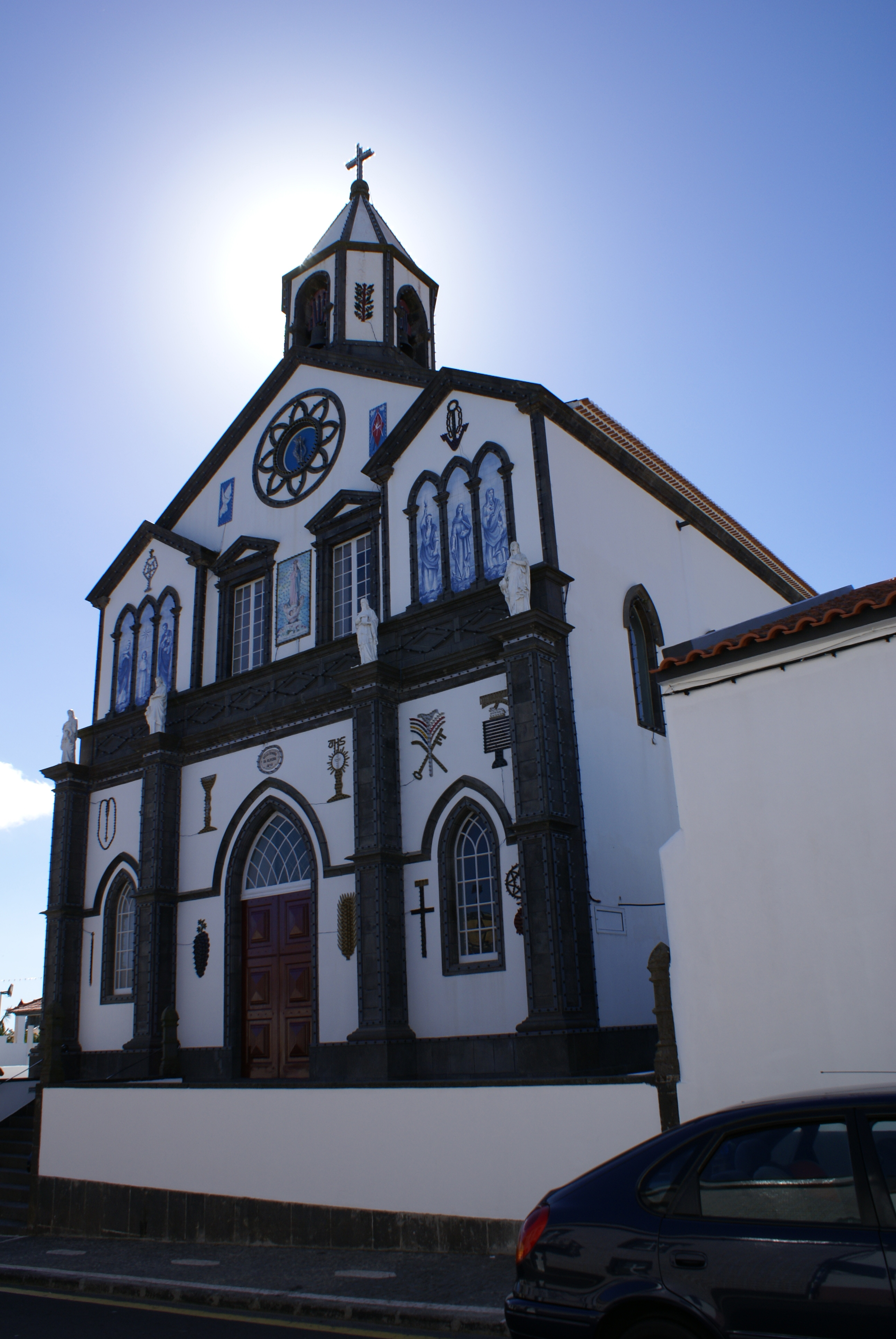
A construção da Igreja de Nossa Senhora da Oliveira, localizada na freguesia da Fajã de Cima, na Ilha de São Miguel, Açores, foi autorizada a 23 de Fevereiro de 1726.

- Wikisource

| Calendário gregoriano                                                        | 1726 MDCCXXVI                       |
| Ab urbe condita                                                              | 2479                                |
| Calendário arménio                                                           | 1175 – 1176                         |
| Calendário bahá'í                                                            | -118 – -117                         |
| Calendário budista                                                           | 2270                                |
| Calendário chinês                                                            | 4422 – 4423 Início a 2 de fevereiro |
| Calendário copta                                                             | 1442 – 1443                         |
| Calendário etíope                                                            | 1718 – 1719                         |
| Calendários hindus - Vikram Samvat - Calendário nacional indiano - Cáli Iuga | 1781 – 1782 1647 – 1648 4826 – 4827 |
| Calendário Holoceno                                                          | 11726                               |
| Calendário islâmico                                                          | 1139 – 1140                         |
| Calendário judaico                                                           | 5486 – 5487                         |
| Calendário persa                                                             | 1104 – 1105                         |
| Calendário rúnico                                                            | 1976                                |
| Calendário solar tailandês                                                   | 2269                                |

1726 (MDCCXXVI, na numeração romana)  foi um ano comum do século XVIII do actual Calendário Gregoriano, da Era de Cristo, a sua letra dominical foi F (52 semanas), teve início a uma terça-feira e terminou também a uma terça-feira.
| Ano completo                       |
| ---------------------------------- |
| Ano comum com início à terça-feira |

## Acontecimentos
- 23 de fevereiro - Edificação da Igreja de Nossa Senhora da Oliveira na Fajã de Cima, ilha de São Miguel, Açores.
- 23 de março - É fundada a cidade de Florianópolis.
- 13 de abril - É fundada a cidade de Fortaleza no estado do Ceará.

## Nascimentos
- 7 de setembro - François-André Danican (Philidor), enxadrista e músico francês, m. 1795.
- John Abercrombie, foi um horticultor e agrónomo escocês, m. 1806.

## Mortes
- ? - Nicolau II Bernoulli- matemático suíço (n. 1695).
- 1 de Julho - Carlota de Hanau-Lichtenberg, condessa de Hesse-Darmstadt (n. 1700).
- Frei Agostinho de Monte Alverne - foi um religioso da Ordem dos Frades Menores e historiador açoriano, nasceu em 1629.
- 13 de Novembro - Sofia Doroteia de Celle, eleitora de Hanôver (n. 1666).